# Karl Zimmermann (Pädagoge)
Karl Zimmermann (Pseudonym Hans Rüdinger; * 10. Dezember 1863 in Willmars; † 29. September 1936 in Marktbreit) war ein deutscher Pädagoge und Heimatforscher.

## Leben
Karl Zimmermann wurde am 10. Dezember 1863 in Willmars geboren, das Teil des Königreichs Bayern war. Er entstammte einer Lehrerfamilie, der Vater war ebenfalls als Pädagoge in Willmars tätig. Zimmermann besuchte zwischen 1877 und 1882 die Präparandenschule in Marktsteft und setzte seine Ausbildung am Lehrerseminar im Wichernhaus in Altdorf bei Nürnberg fort. Es folgten die Wanderjahre des Junglehrers, die Zimmermann an den Schulen in Todtenweisach bei Haßfurt, Sommerhausen und Lindflur verbrachte.
Die erste Anstellung als Lehrer nahm Karl Zimmermann 1887 in Reichenberg bei Würzburg an. Am 16. Juni 1894 folgte die Berufung nach Marktbreit. Zimmermann stieg innerhalb des Schulbezirks schnell auf. Im Jahr 1904 wurde er Bezirksoberlehrer, 1908 war er Teil des Kreisschulkommissariats in Würzburg. Bereits 1903 war Zimmermann als heimatkundlicher Schriftsteller in Erscheinung getreten, wobei er die Geschichte seiner Wirkungsstätte Marktbreit ins Zentrum seines Erstlingswerkes stellte. Zwischen 1910 und 1921 erschien eine pädagogische Buchreihe, deren einzelne Bände rasch zu Standardwerken aufstiegen und als Hauptwerke Zimmermanns gelten können.
Im Jahr 1919 wurde Zimmermann zum stellvertretenden Distriktsschulinspektor ernannt. Es folgte die Ernennung zum Bezirksschulrat. 1923 hatte er die Schulaufsicht im Schulbezirk Kitzingen inne. 1925 trat Zimmermann in den Ruhestand und widmete sich in der Folgezeit vor allem der Ordnung der Archive von Marktbreit und Segnitz. In der Folge tat sich der ehemalige Pädagoge als Heimatforscher hervor, der seine Texte teilweise unter dem Pseudonym Hans Rüdinger veröffentlichte. Karl Zimmermann starb am 29. September 1936 in Marktbreit.

## Werke (Auswahl)
Die publizierten Werke Zimmermanns können in zwei große Teilbereiche aufgeteilt werden. Zum einen tat er sich als Verfasser pädagogisch-berufswissenschaftlicher Werke hervor. Beim Verlag Prögel in Ansbach erschienen in der Reihe Prögels Praxis der Volksschule eine Vielzahl an von ihm verfassten Bänden zur Unterrichtspraxis, die meist mehrere Auflagen erlebten. Daneben war Zimmermann auch als Heimatforscher tätig, wobei er den Raum des südlichen Maindreiecks um Marktbreit ins Zentrum seiner Veröffentlichungen stellte. Zimmermann übersetzte als Erster die Bischofschronik des Lorenz Fries ins Neuhochdeutsche. Anfang der 2000er Jahre wurden einige Aufsätze Zimmermanns durch Norbert Bischoff in der Reihe Segnitzer Gschichtn neu herausgegeben.
Pädagogische Fachbücher
- Der Aufsatz als Stück geschlossenen Unterrichts. Eine auf Grund langjähriger Beobachtungen und Forschungen aus der Volksschulpraxis erwachsene Arbeit. Bd. 1: Grundlegung (= Prögels Praxis der Volksschule 2). Prögel, Ansbach 1910, 2 Auflagen.
- mit Artur Denner: Naturgeschichte als Beobachtungsunterricht (= Prögels Praxis der Volksschule 2a). Prögel, Ansbach 1914.
  - Naturgeschichte als Beobachtungsunterricht auf der Mittelstufe Bd. 1: Wasser, Wiese und Wald (= Prögels Praxis der Volksschule 6). Prögel, Ansbach 1919.
  - Naturgeschichte als Beobachtungsunterricht auf der Mittelstufe Bd. 2: Haus, Hof und Garten (= Prögels Praxis der Volksschule 6a). Prögel, Ansbach 1920.
- Geschichtlicher Anschauungs- und Erfahrungsunterricht auf der Mittelstufe (4. u. 5. Schuljahr) als Einführung in die Heimat- u. Vaterlandsgeschichte. In Form einer Monographie dargestellt (= Prögels Praxis der Volksschule 2b). Prögel, Ansbach 1914.
- Der Aufsatz als Stück geschlossenen Unterrichts. Eine auf Grund langjähriger Beobachtungen und Forschungen aus der Volksschulpraxis erwachsene Arbeit. Bd. 2: Weiterentwicklung (= Prögels Praxis der Volksschule 2,2). Prögel, Ansbach 1916.
- Einheitlicher Sprachunterricht auf psychologischer Grundlage (= Prögels Praxis der Volksschule 3). Prögel, Ansbach 1918.
- Der neue Stundenplan. Ein Beitrag zur Klärung. Prögel, Ansbach 1920.
- Der neue Rechenunterricht. Für die Mittelstufe in Form von zwei Jahreslehrgängen ausführlich dargestellt (= Prögels Praxis der Volksschule 8). Prögel, Ansbach 1921.

Heimatkunde
- Dorf Niedernbreit. Marktbreit 1903.
- Die Schönburger Reuter in Franken anno 1627. Holeisen, Marktbreit 1929.[3]
- Norbert Bischoff (Hrsg.): Segnitz und Umgebung im Dreißigjährigen Krieg. 2 Bände (= Segnitzer Gschichtn Bd. 9 u. 10). Segnitz 2008.
- Norbert Bischoff (Hrsg.): Wie die Segnitzer eine Schule bauten. Das alte Schul- und Lehrerwohnhaus und das Los der Lehrer und Schüler im 16. Jahrhundert (= Segnitzer Gschichtn 64). Segnitz 2020.
- Norbert Bischoff (Hrsg.): Rat- und Narrenhäuser. Vom alten und neuen Rathaus (= Segnitzer Gschichtn 69). Segnitz 2021.
- Norbert Bischoff (Hrsg.): Festung Segnitz. Wälle, Gräben, Hecken, Mauern, Türme, Tore (= Segnitzer Gschichtn 73). Segnitz 2021.